# Manucodia chalybatus
Manucodia chalybatus là một loài chim trong họ Paradisaeidae.